# Ústřední národní knihovna ve Florencii
Ústřední národní knihovna ve Florencii (italsky: Biblioteca Nazionale Centrale di Firenze) je italská národní knihovna ve městě Florencie, jedna ze dvou italských centrálních národních knihoven. Druhou je Ústřední národní knihovna v Římě (Biblioteca Nazionale Centrale di Roma). Florentská knihovna je největší v Itálii. Byla založena v roce 1714, kdy učenec Antonio Magliabechi odkázal celou svou sbírku knih, zahrnující přibližně 30 000 svazků, městu Florencii. Od roku 1743 bylo požadováno, aby byla do knihovny odevzdána kopie každého díla publikovaného v Toskánsku. Knihovna, původně známá jako Magliabechiana, byla pro veřejnost otevřena v roce 1747. Její fondy byly v roce 1861 spojeny s knihovnou Biblioteca Palatina Lorenese a roku 1885 byla knihovna přejmenována na Národní centrální knihovnu Florencie. Od roku 1870 knihovna shromažďuje výtisky všech italských publikací. V roce 1935 byly knihovní fondy umístěny v budově navržené Cesare Bazzanim, která se nachází podél řeky Arno ve čtvrti Santa Croce, na Piazza dei Cavalleggeri. (Předtím byly uloženy v galerii Uffizi). Velká povodeň v roce 1966 poškodila téměř třetinu knihovních fondů - zhruba milion položek. Vláda pak založila Restaurátorské centrum určené výhradně k záchraně poničených cenných tisků. Některé byly ale navždy ztraceny.